# Vanilla (álbum de Eiko Shimamiya)
Vanilla es el segundo EP de la cantante japonesa de I've Sound, Eiko Shimamiya. Se publicó el 10 de agosto del año 2002 y todas las canciones del disco están compuestas y producidas por Eiko Shimamiya, excepto dos remixes de las canciones: "Spyral wind", y "I need you" únicas canciones producida junto a I've Sound.

## Canciones
1. Vanilla
Letra, composición y arreglos: Eiko Shimamiya
2. Spyral wind
Letra, composición y arreglos: Eiko Shimamiya
3. Koe wo choudai
Letra, composición y arreglos: Eiko Shimamiya
4. I need you
Letra, composición y arreglos: Eiko Shimamiya
5. Song of earth
Letra, composición y arreglos: Eiko Shimamiya
6. Spyral wind (Mix on ear flavour) dear
Letra: Eiko Shimamiya
Composición y arreglos: Eiko Shimamiya y Kazuya Takase
7. I need you (So you need me style mix)
Letra: Eiko Shimamiya
Composición y arreglos: Eiko Shimamiya y Kazuya Takase

- Datos: Q7914923